# Zhou Kunren
Zhou Kunren (chinesisch 周坤仁}, Pinyin Zhōu Kūnrén; * 10. September 1937 in Danyang, Jiangsu) ist ein Offizier der Volksbefreiungsarmee außer Dienst und ehemaliger Politiker der Kommunistischen Partei Chinas (KPCh) in der Volksrepublik China, der unter anderem zwischen 1993 und 1995 Politischer Kommissar der Marine der Volksrepublik China war.

## Leben
Zhou Kunren, der zum Han-Volk gehört, trat 1956 in die Marine der Volksbefreiungsarmee ein und versah von 1956 bis 1986 dreißig Jahre lang Dienst in der Flotte im Ostchinesischen Meer. Er wurde 1961 Mitglied der Kommunistischen Partei Chinas (KPCh) und war von 1980 bis 1981 Absolvent des Politischen Instituts der Volksbefreiungsarmee in Nanjing. Außerdem absolvierte er zwischen 1985 und 1986 ein Studium an der Zentralen Parteihochschule der Kommunistischen Partei Chinas und fungierte zwischen 1987 und 1990 als stellvertretender Direktor der Politischen Abteilung der Marine. In dieser Verwendung erfolgte im September 1988 seine Beförderung zum Konteradmiral. Er war von 1990 bis 1992 Politischer Kommissar der Flotte im Südchinesischen Meer und zeitgleich Absolvent der Nationalen Verteidigungsuniversität der Volksbefreiungsarmee. Während er von 1992 bis 1993 stellvertretender Politischer Kommissar der Marine war, wurde er im Juli 1993 zum Vizeadmiral befördert. Er wurde im Dezember 1993 Nachfolger von Vizeadmiral Wei Jinshan Politischer Kommissar der Marine und verblieb auf diesem Posten bis Juli 1995, woraufhin Vizeadmiral Yang Huaiqing ihn ablöste.
Vizeadmiral Zhou wiederum übernahm im Juli 1995 von Generalleutnant Zhou Keyu in Personalunion die Funktionen als Politischer Kommissar sowie als stellvertretender Sekretär des Parteikomitees der Hauptverwaltung Logistik der Volksbefreiungsarmee und bekleidete diese bis zu seiner Ablösung durch Generalleutnant Zhang Wentai im Oktober 2002. Auf dem 15. Parteitag der Kommunistischen Partei Chinas (12. bis 19. September 1997) wurde er zum Mitglied des Zentralkomitees der Kommunistischen Partei Chinas (ZK der KPCh) gewählt und gehörte diesem Parteigremium bis 2002 an. Im Juni 2000 wurde er zudem zum Admiral befördert.
Zhou Kunren wurde 1998 Abgeordneter des Nationalen Volkskongresses und war zuletzt zwischen 2003 und 2008 Vize. Vorsitzender des Rechtsausschusses des Nationalen Volkskongresses. Zugleich war er von 2003 bis 2008 Mitglied des Ständigen Ausschusses des Nationalkomitees der Politischen Konsultativkonferenz des chinesischen Volkes.